# 울산광역시문화예술회관
울산문화예술회관(蔚山文化藝術會館, Ulsan Culture & Arts Center)은 울산광역시 남구 번영로 200(달동)에 위치한 시립 복합문화 공간이다. 1981년에 시민회관으로 건립이 추진되었으며, 기본 계획 수립과 설계 모집 등을 거쳐 1990년에 착공해 1995년 10월 5일에 개관했다. 개관 당시의 명칭은 '종합문화예술회관' 이었으나, 1997년에 현재의 명칭으로 바뀌었다.

## 시설 소개
대공연장
총 좌석 수 1484석의 다목적 대규모 공연장으로, 오케스트라 피트와 회전무대, 승강무대 등을 갖추고 있어 콘서트 외에도 오페라, 발레, 뮤지컬 등의 무대 공연 작품들도 상연되고 있다.
소공연장
대공연장 왼편에 위치한 472석 규모의 공연장이며, 실내악이나 연극, 무용 등의 소규모 공연이 열리는 공간이다.
전시장
대공연장 오른편의 실내 전시장 4개소와 야외 전시장으로 나뉘는 전시 전용 공간으로, 각종 회화와 조각품, 서예, 사진, 공예품 등의 전시회가 열리고 있다.
야외공연장
소공연장 뒷편의 야외 공간으로, 650석의 계단식 좌석을 보유하고 있다. 전통예술 공연을 비롯한 기획 공연이 개최되고 있다.
그 외 시설
회관 중앙의 계단 양 옆으로 휴게광장이 조성되어 있고, 소공연장과 전시장 건물에는 각각 어린이 놀이방과 카페테리아가 있다. 대공연장 로비에도 매점과 예매처, 정보 검색대 등이 마련되어 있다.

## 상주 단체
울산광역시 소속 예술단들인 울산 시립 교향악단과 울산 시립 청소년 교향악단, 울산 시립 합창단, 울산 시립 청소년 합창단, 울산 시립 무용단 5개 단체가 입주해 있다.